# اس‌اس سنترال آمریکا
اس‌اس سنترال آمریکا، معروف به کشتی طلا، کشتی بخار ۸۵ متری بود که در دههٔ ۱۸۵۰ بین آمریکای مرکزی و ساحل شرقی ایالات متحده فعالیت می‌کرد. این کشتی در سپتامبر ۱۸۵۷ به همراه ۴۲۵ نفر از ۵۷۸ مسافر و خدمه و ۳۰۰۰۰ پوند (۱۳۶۰۰ کیلوگرم) طلا بر اثر گرفتار شدن در طوفان غرق شد.

## غرق شدن
کشتی اس‌اس سنترال آمریکا در ۳ سپتامبر ۱۸۵۷، با ۴۷۷ مسافر و ۱۰۱ خدمه، شهر آسپین‌وال، که اکنون بندر پانامایی کلون است، را ترک کرد و به فرماندهی ویلیام لویس هرندون عازم شهر نیویورک شد. این کشتی حامل ۱۰ تن کوچک (۹٫۱ تن) طلای اکتشافی در جریان تب طلا در کالیفرنیا بود. کشتی پس از توقف در هاوانا به سمت شمال ادامهٔ مسیر داد.
در ۹ سپتامبر ۱۸۵۷، کشتی در سواحل کارولیناس در یک طوفان درجهٔ ۲ گرفتار شد. در روزهای بعد، باد و امواج شدید، بادبان‌های کشتی را خرد کرد و موتور بخار خاموش شد و نشت آب به کشتی آغاز شد. مسافران و خدمه پرچم کشتی را وارونه به اهتزاز درآوردند (یک علامت خطر در ایالات متحده) تا به کشتی‌های در حال عبور علامت دهند اما هیچ کشتی از آن محدوده عبور نکرد.

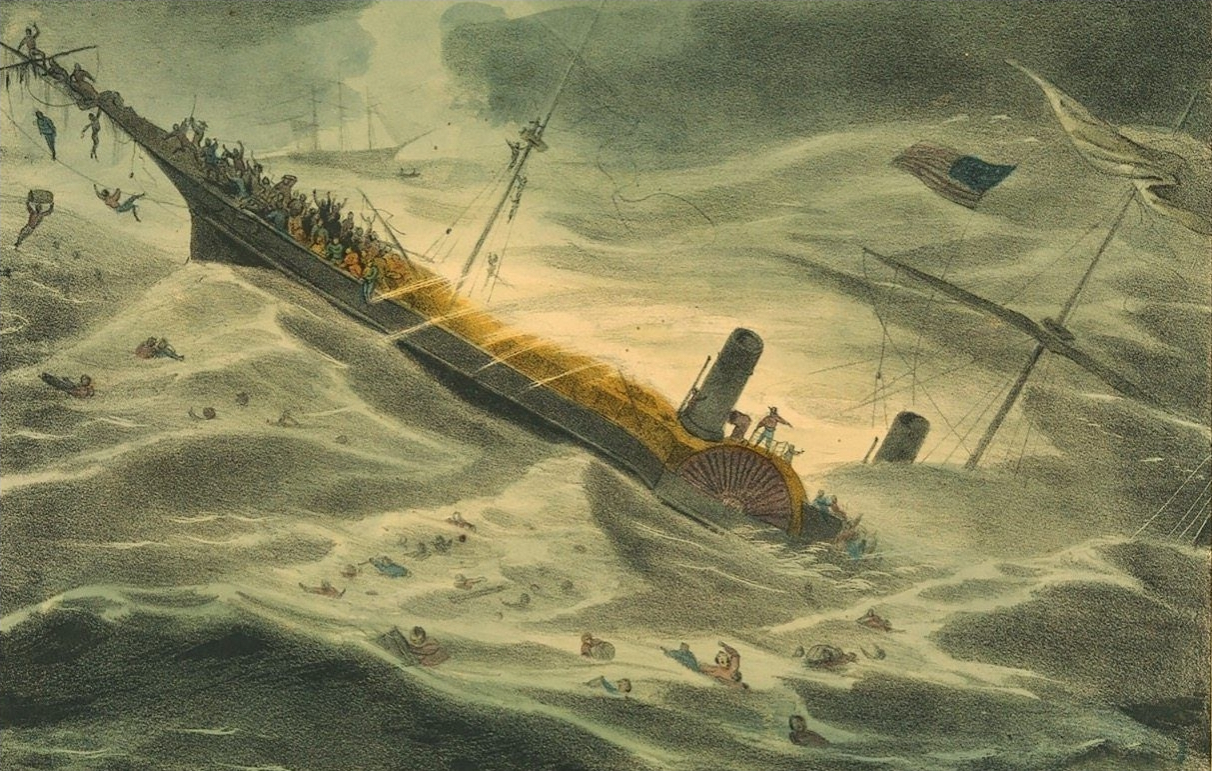
نگاره‌ای از غرق شدن کشتی

در زمان آرامش طوفان، تلاش‌هایی برای راه‌اندازی مجدد دیگ بخار انجام شد، اما این تلاش‌ها شکست خورد. صبح روز ۱۲ سپتامبر، دو کشتی از جمله بریگ مارین مشاهده شدند و تنها ۱۰۰ مسافرِ عمدتاً زن و کودک، با قایق‌های نجات به آن کشتی منتقل شدند. کشتی سنترال آمریکا در منطقه‌ای با بادهای شدید و امواج سهمگین گرفتار ماند و در ساعت ۸:۰۰ آن شب غرق شد. در نتیجهٔ غرق شدن کشتی، ۴۲۵ نفر جان باختند اما یک شناور نروژی به‌نام الن، ۵۰ نفر را از آب نجات داد. سه نفر دیگر نیز حدود یک هفته بعد، سوار بر یک قایق نجات پیدا شده و از مرگ نجات یافتند.

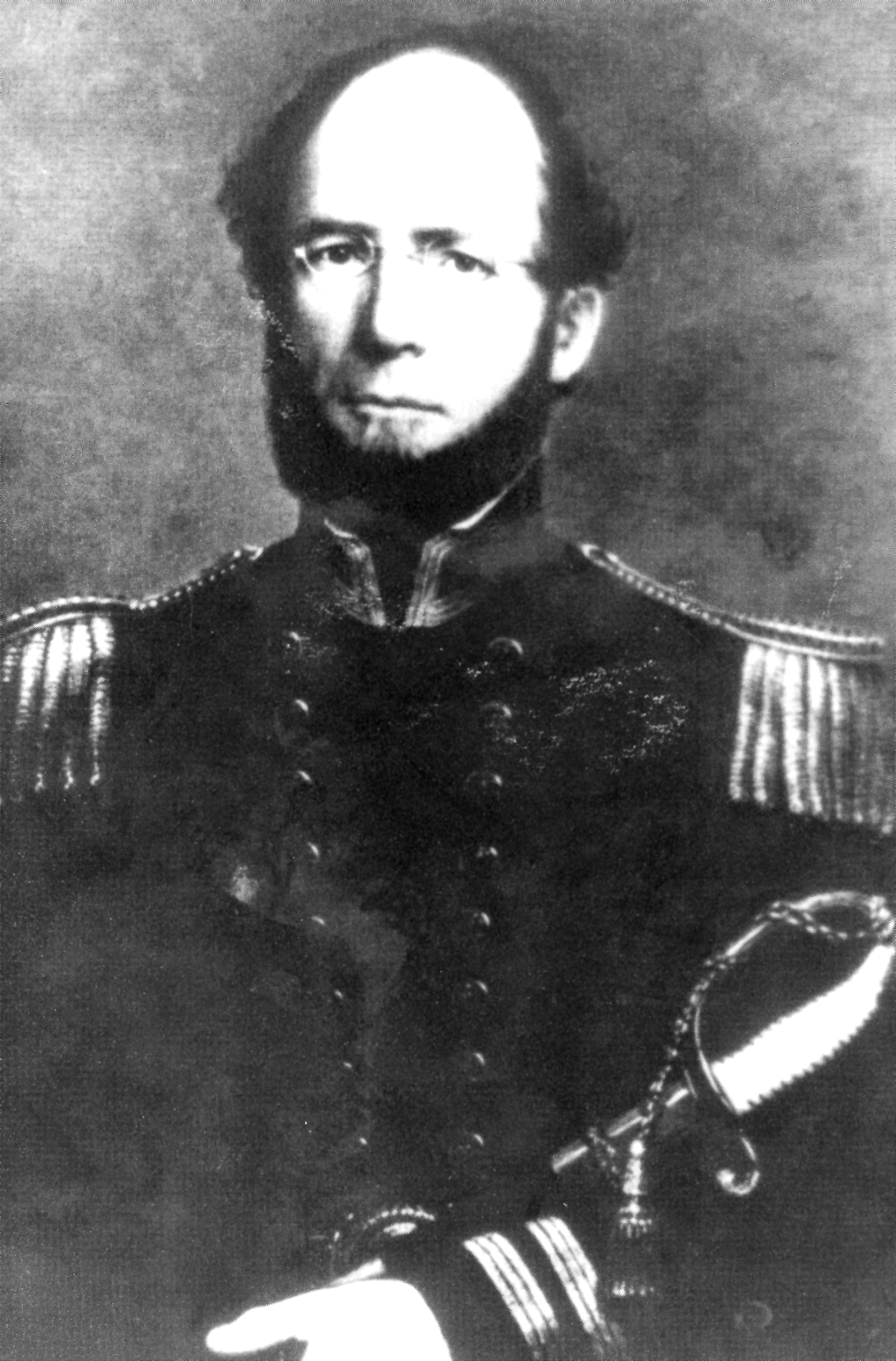
کاپیتان ویلیام لویس هرندون. افسر نیروی دریایی ایالات متحده

## پیامدها
تلفات جانی این حادثه در میان فجایع ناوبری آمریکا «وحشتناک» و «بی‌سابقه» توصیف شد. طلای موجود در کشتی در آن هنگام ارزشی معادل ۸ میلیون دلار داشت که معادل ۷۶۵ میلیون دلار در سال ۲۰۲۱ بود. ارزش خود کشتی نیز در آن هنگام، ۱۴۰۰۰۰ دلار (معادل ۴٬۳۹۷٬۰۰۰ دلار در ۲۰۲۳) بود.
کاپیتان و فرمانده کشتی، ویلیام لویس هرندون، یک افسر برجسته بود که در طول جنگ مکزیک و آمریکا خدمت کرده بود و درهٔ آمازون را کاوش کرده بود. او نیز با کشتی خود به زیر آب رفت. دو کشتی نیروی دریایی ایالات متحده بعداً به افتخار او یواس‌اس هرندان (یواس‌اس هرندان (دی‌دی-۱۹۸) و یواس‌اس هرندان (دی‌دی-۶۳۸)) نام‌گذاری شدند. و همچنین شهر هرندن در ویرجینیا به‌نام او نام‌گذاری شد. دو سال پس از غرق شدن این کشتی، الن دختر ناخدا هرندون با چستر آلن آرتور، که بعدها بیست و یکمین رئیس‌جمهور ایالات متحده شد، ازدواج کرد.

## کشف لاشه

### کاوش تامپسون

#### کشف لاشه و بازیابی طلا و سایر اشیاء گرانبها

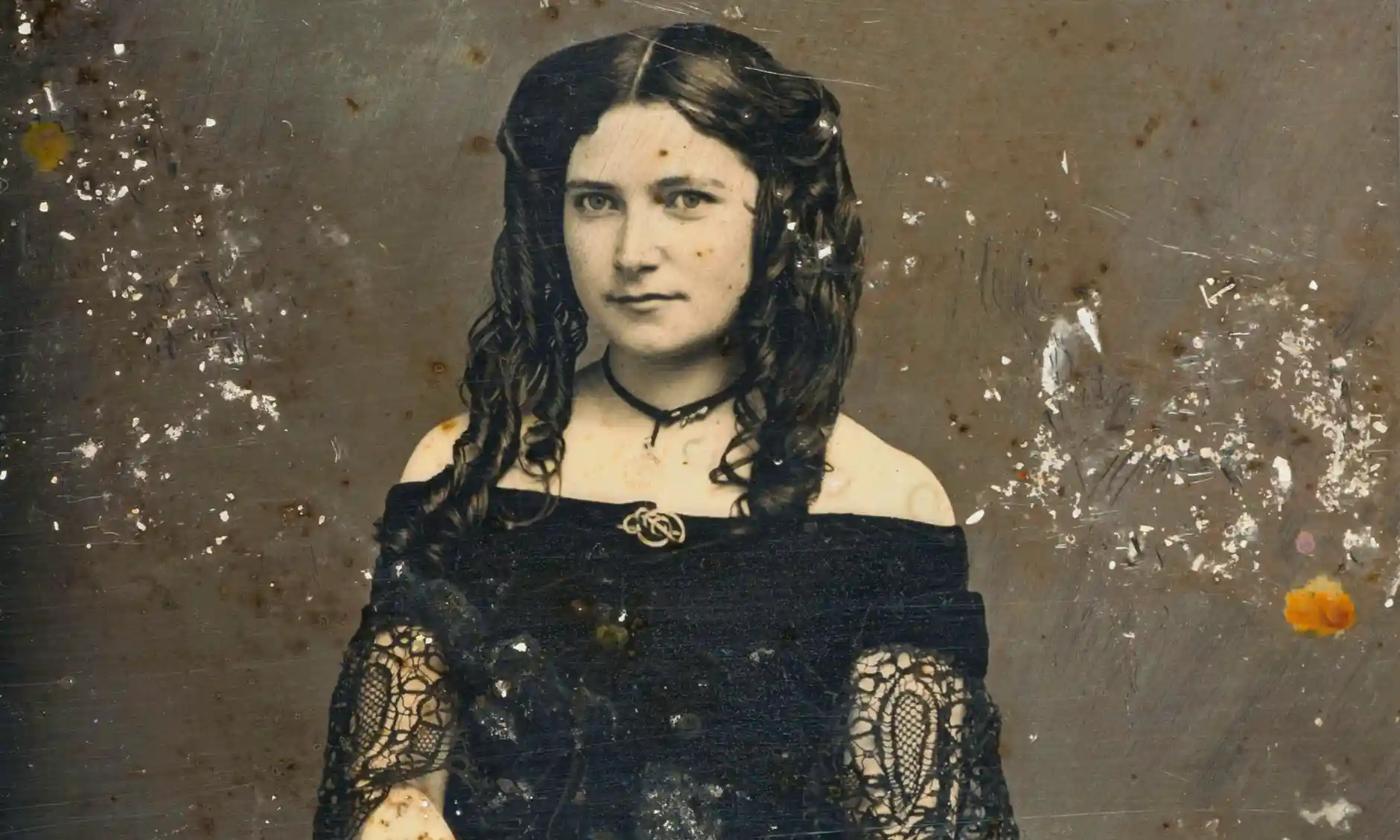
عکس داگرئوتایپ یک زن جوان که در لاشهٔ کشتی پیدا شد.

این کشتی توسط گروه اکتشاف کلمبوس-آمریکا از اوهایو به رهبری تامی گرگوری تامپسون و با استفاده از نظریهٔ جست‌وجوی بیزی مکان‌یابی شد. یک زهپاد (ROV) در ۱۱ سپتامبر ۱۹۸۸ به زیر آب فرستاده شد. مقادیر قابل توجهی طلا و آثار باستانی توسط زهپادی دیگر که به‌طور خاص برای بازیابی ساخته شده بود، کشف و به سطح آب آورده شد. ارزش کل طلای بازیابی‌شده، ۱۰۰ تا ۱۵۰ میلیون دلار برآورد شده است. یک شمش طلای بازیابی‌شده به وزن ۸۰ پوند (۳۶ کیلوگرم) به قیمت رکورد ۸ میلیون دلار فروخته شد.

### اتفاقات بعدی
در مارس ۲۰۱۴، قراردادی با اوام‌ئی برای بازیابی باستان‌شناسی و حفاظت از بقایای کشتی منعقد شد. گفته می‌شود در کاوش‌های نخست، تنها ۵ درصد از کشتی بررسی شده است.
یونیورسال کوین اند بولیون، فروشندهٔ فلزات گرانبها مستقر در بومانت، تگزاس، سکه‌های طلا و نقرهٔ بازیابی‌شده از کشتی را در ماه مه ۲۰۱۸ به نمایش گذاشت.
حراج هریتیج چندین قطعه طلای بازیابی‌شده از کشتی سنترال آمریکا را در یک حراجی در سال ۲۰۱۹ فروخت. در این حراجی در مجموع، ۴٫۹۳ کیلوگرم طلا به فروش رسید.